# Colibrí de Tumbes
El colibrí de Tumbes (Thaumasius baeri) és una espècie d'ocell de la família dels troquílids (Trochilidae) que habita zones àrides de les terres baixes costaneres del Perú i zona limítrofa de l'Equador.